# 埤塘 (地名)
埤塘，是台灣新北市土城區的一個地名，也是全區行政中心所在地，位於該區中部。以行政區而言，其範圍大致包括埤塘里的全部及柑林里的南部。

## 歷史
台灣清治末期至日治前期，埤塘為一街庄，稱為「埤塘庄」，隸屬於擺接堡。員林庄北與員林庄、柑林陂庄為鄰，東與清水坑庄為鄰，南邊及西邊為大安藔庄。

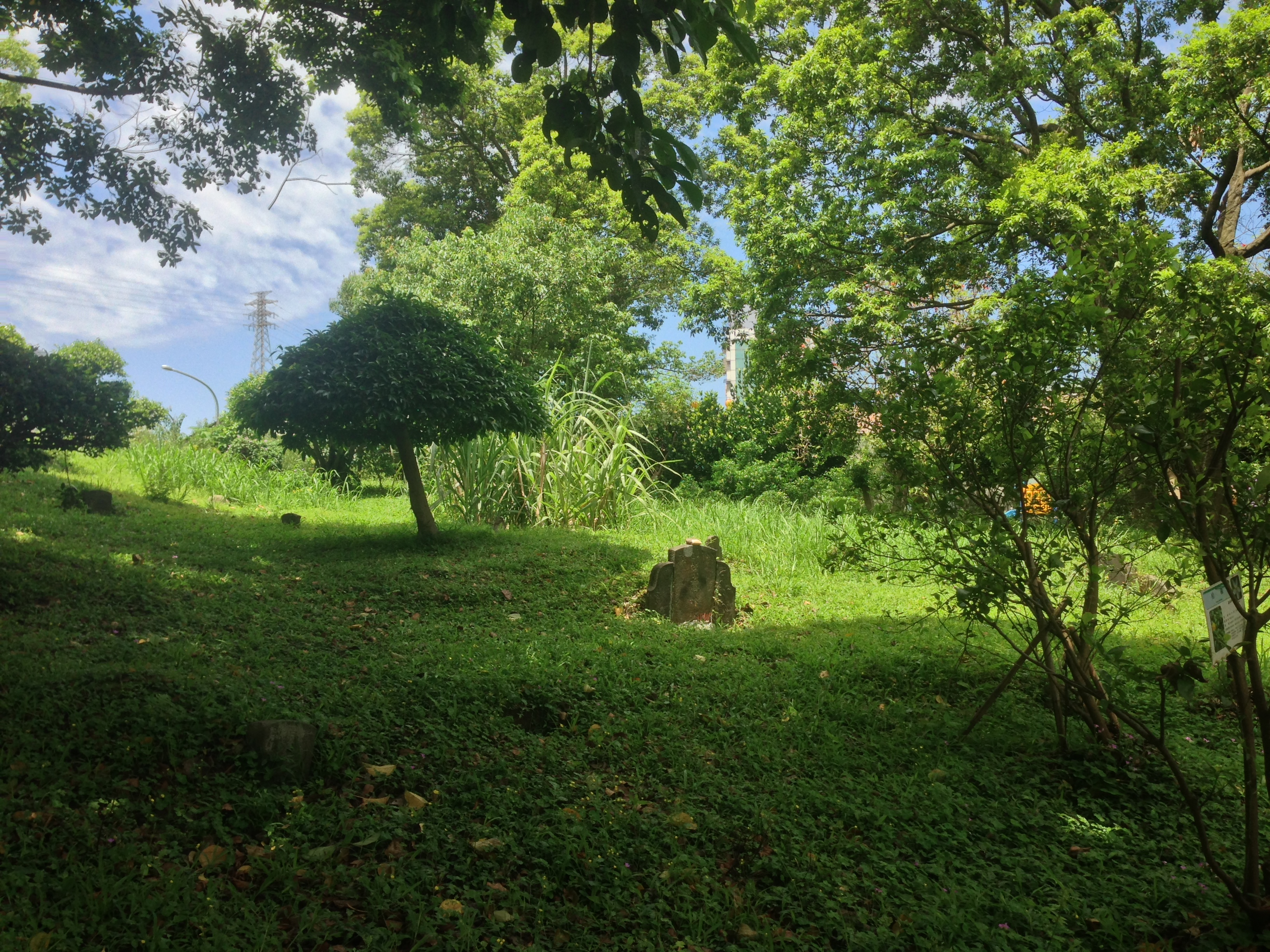
擺接義塚大墓公

1920年（日治大正九年），改制為「埤塘」大字，隸屬於台北州海山郡土城庄。當時埤塘大字下設有「埤塘」、「內柑林埤」小字名。戰後土城庄改制為土城鄉，隸屬於台北縣，大字亦改制為村。其後土城鄉先後改制為土城市、土城區，村亦於改土城市時期改制為里。由於人口增加，如今埤塘地區已分為2個里。

## 交通
台北捷運板南線經過埤塘地區西北部，境內設有土城站。埤塘地區居民可由此路線及相關路網快速前往大台北地區各地，或至台北車站轉搭高鐵、台鐵或客運前往全台各地。

## 學校
埤塘地區內有土城國小。

## 公園
- 金城公園

## 廟宇
- 擺接義塚大墓公（又稱埤塘義塚）